# Tramwaje w Ulm
Tramwaje w Ulm – system komunikacji tramwajowej działający w niemieckim mieście Ulm.

## Historia
Pierwsze tramwaje o rozstawie 1000 mm wyjechały na ulice Ulm 15 maja 1897 r. Pomiędzy 17 grudnia 1944 r. i lipcem następnego roku komunikacja była zawieszona w związku z działaniami wojennymi II wojny światowej. Dzięki zbudowaniu 9,3 km nowego torowiska w dniu 9 grudnia 2018 r. otwarto nową linię nr 2 z kampusu naukowego do dzielnicy Kuhberg, a łączna długość torowisk osiągnęła 20 km.

## Linie
W Ulm są 2 linie:
| Nr | Trasa                  | Długość |
| -- | ---------------------- | ------- |
| 1  | Söflingen – Böflingen  | 10,7 km |
| 2  | Science Park – Kuhberg | 10,5 km |